# Ваньпи (деревня)
Ваньпи (коми Ваньпи) — деревня в Троицко-Печорском районе республики Коми. Входит в состав сельского поселения Митрофан-Дикост.

## Этимология
На языке коми Вань означает «Иван», пи — «сын». Ваньпи — «(деревня) сына Ивана; Ивановича».

## История
Деревня возникла после 1745 года. Впервые упоминается в 1784 году в «Экономических примечаниях к генеральному межеванию» как деревня Евтюгино с 2 дворами и 6 жителями (3 мужчины и 3 женщины). В 1859 году — Евсюгинская (Кузьпель, Ваньпи), 8 дворов, 52 жителя (22 мужчины, 30 женщин). В 1916 году — деревня Евтюгинская, 10 дворов, 39 жителей (11 мужчин, 28 женщин). В начале XX века население занималось земледелием (сеяли рожь, ячмень, коноплю), животноводством, охотой и рыболовством. Имелась часовня во имя Успения Божией Матери (при Никольской церкви села Савинобор), построенная во второй половине XIX века.
В 1926 году здесь было 8 дворов, 31 житель (9 мужчин, 22 женщины). В 1930 году деревня именовалась Евтюгинск, в 1939 году — Ваньпи, 49 жителей (27 мужчин, 22 женщины). В 1959 году — 24 жителя, коми. В 1970 году здесь жили 14 человек, в 1979 году — 11 человек, в 1989 году — 4 человека (2 мужчины и 2 женщины), в начале 1995 года — 4 человека в 1 хозяйстве, в 2000 году — 2 человека. В 2002 году постоянное население составляли 2 человека (коми 100%), 1 человек в 2010 году, 0 человек в 2021.

## География
Расположена на левом берегу реки Печоры на расстоянии 20 км к северо-востоку от посёлка Митрофан-Дикост и примерно в 64 километрах по прямой от посёлка Троицко-Печорск на север.

## Климат
Климат умеренно-континентальный, лето короткое и умеренно-прохладное, зима многоснежная, продолжительная и холодная. Среднегодовая температура -1.2 градусов С, при этом средняя температура января равна -18 градусов С, июля 16 градусов С. Продолжительность отопительного периода равна 254 суткам при среднесуточной температуре -7,40 градусов С. Устойчивый снежный покров образуется в среднем в 26 октября и продолжается до 14 мая. Средняя высота снежного покрова за зиму незащищенных участков – 74 см, максимальная – 116 см, минимальная – 38 см.
Часовой пояс
Деревня Ваньпи находится в часовой зоне МСК (московское время). Смещение применяемого времени относительно UTC составляет +3:00.